# 互联网时代
互联网时代（英語：The Internet Age）是2014年中国中央电视台财经频道播出的一款大型纪录片，讲述了互联网诞生至今的辉煌历程。

## 内容
人类文明经历了农耕时代、工业时代、信息时代，互联网的诞生带动了信息时代的发展。该纪录片拍摄于14个国家，采访了互联网之父罗伯特·泰勒、拉里·罗伯茨、蒂姆·伯纳斯·李、温顿·瑟夫、罗伯特·卡恩等，以及学者凯文·凯利、克莱·舍基、维克托·迈耶尔·舍恩伯格、马克·扎克伯格、杨致远、埃隆·马斯克等，同时访问了斯坦福大学、麻省理工学院、哈佛大学、哥伦比亚大学、牛津大学等，全面分析和讲述了互联网。

## 播出时间
2014年8月20日，中国中央电视台财经频道大型纪录片《互联网时代》开播仪式在北京梅地亚中心举行。《互联网时代》是中国第一部全面系统解析互联网的大型纪录片，全片共十集，每集50分钟，是央视继《大国崛起》、《华尔街》等之后又一力作。
2014年8月25日，中央电视台财经频道21:10播出《互联网时代》第一集。

## 影片评价
《互联网时代》总制片人张政在发言中介绍说，该片创作历时近三年，足迹遍布全球十四个国家，深入数十家大型跨国公司和科研机构，与近200位互联网等前沿领域的专家学者面对面交流，共采集三万分钟的高清素材，而后经创作团队精心剪辑完成该片。全片以宏观的视角、全景式的描绘，呈现互联网带给人类经济、文化、社会、政治等各方面的深层次变革，回答了什么是互联网、什么是互联网时代、什么是互联网社会以及未来互联网的影响等问题。
中国互联网协会前任理事长、中国科学院院士胡启恒认为，《互联网时代》是一个精品，它是一部很好的科普片，同时也是一种抢救。它真正做到了公正，没有任何国籍国界、政治偏见。北京大学新闻与传播学院特聘导师段永朝也指出，这部片子是一种追忆，超脱了狭义的时代概念。